# WTA 1000
WTA 1000 je tenisová kategorie ženského profesionálního okruhu WTA Tour hraná od sezóny 2021, která nahradila dvě nejvýše postavené úrovně kategorie Premier – Premier Mandatory a Premier 5, existující v letech 2009–2020. Ty navázaly na předcházející kategorii Tier I. Vítězky dvouhry a čtyřhry do žebříčku WTA získávají 1 000 v úrovni Mandatory a 900 bodů v úrovni Non-Mandatory. Změny vedly ke sjednocení s názvy kategorií mužského okruhu ATP Tour, kde odpovídající úroveň představuje ATP Tour Masters 1000.
V rámci ženského profesionálního okruhu je WTA 1000 začleněna do systému kategorií rozdělených podle výše přidělovaných bodů, dotací a finančních odměn hráčkám. V nejvyšší kategorii Grand Slamu šampionky získávají 2 000 bodů, na Turnaji mistryň se může jednat až o 1 500 bodů, ve čtvrté nejvyšší úrovni WTA 500 si vítězky připisují 470 bodů a v nejnižší etáži WTA 250 pak 280 bodů. Hodnocení se tak mírně liší od mužské túry ATP.

## Historie a statistiky

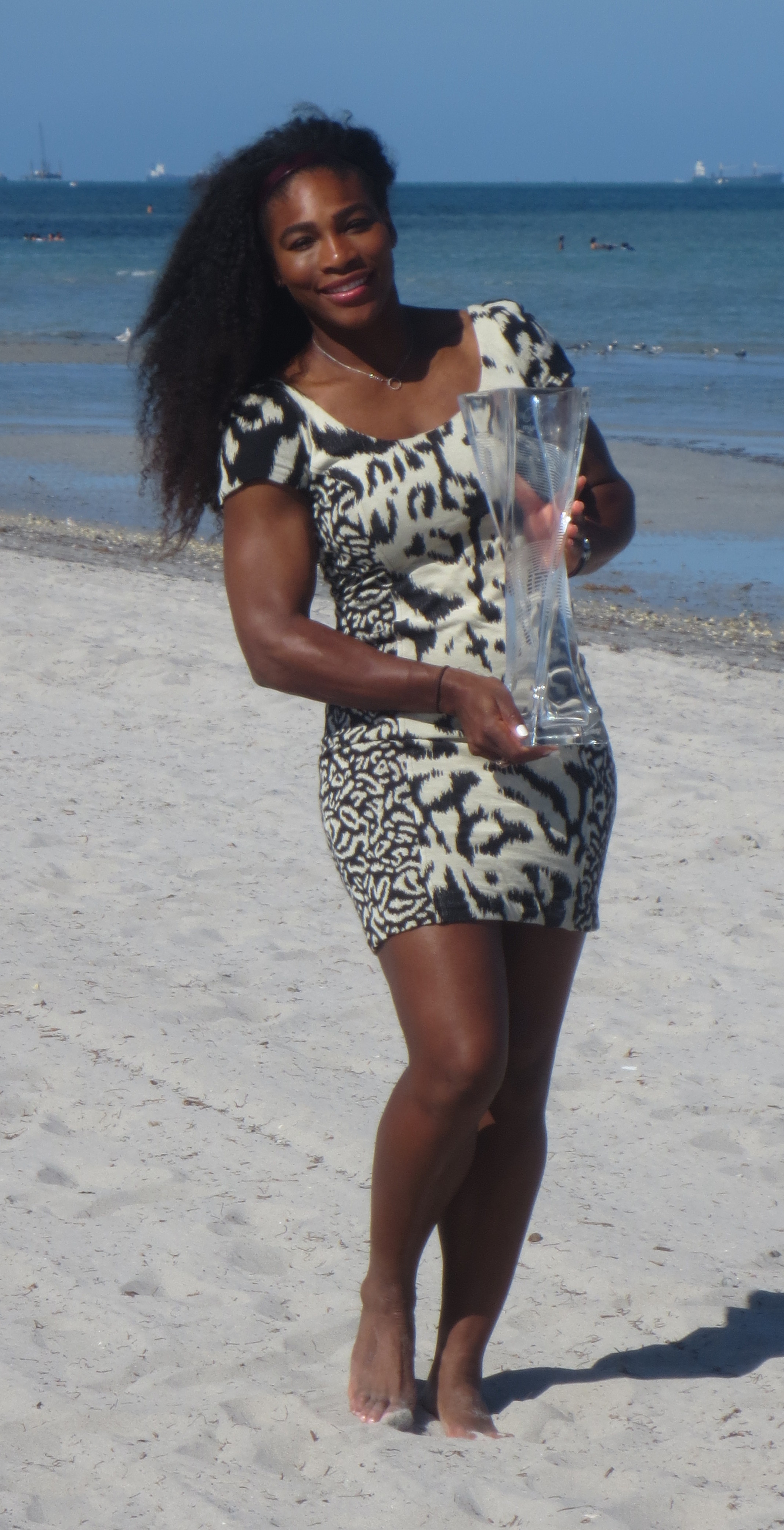
Serena Williamsová s trofejí na Miami Open 2015

Kategorie WTA 1000 navázala v roce 2021 na úrovně kategorie Premier – Premier Mandatory a Premier 5, existující od roku 2009. Její statistiky včetně titulů započítává Ženská tenisová asociace od sezóny 2009. Historicky prvním turnajem WTA 1000 se stal Dubai Tennis Championships v Dubaji, konaný v první polovině března 2021 jako součást sezóny ovlivněné koronavirovou pandemií. Madrid Open a Italian Open v sezóně 2023 zvýšily počet hráček na 96 singlistek, čímž se vyrovnaly Miami Open a Indian Wells Open. Římský Italian Open tak byl povýšen z úrovně non-Mandatory do Mandatory.
Do srpna 2024 vyhrálo dvouhru 45 různých šampionek a do finále postoupilo 69 různých tenistek. Nejvyšší počet třinácti singlových titulů získala Američanka Serena Williamsová, všechny ještě před rokem 2021. V sezóně 2013 jako první vyhrála alespoň čtyři turnaje během jednoho kalendářního roku. V sezóně 2022 se druhou takovou šampionkou stala Polka Iga Świąteková. Nejvíce, 203 dvouher vyhrála Běloruska Viktoria Azarenková (po skončení Internazionali BNL d'Italia 2024). Do rekordních 18 finále postoupily Serena Williamsová se Simonou Halepovou, která si zahrála nejvyšší počet 29 semifinále.
Věkový primát nejmladší vítězky drží Švýcarka Belinda Bencicová, která torontské Canadian Open 2015 ovládla v 18 letech. Nejstarší hráčku, která se probojovala do prvního finále, představuje ve věku 32 let a 19 dní Italka Flavia Pennettaová v Indian Wells 2014. Vůbec nejstaršími finalistkami kategorie jsou 32letá Pennettaová (Indian Wells 2014) a 30leté Jelena Vesninová (Indian Wells 2017) s Naďou Petrovovou (Tokio 2012). Právě Vesninová se v Indian Wells 2017 stala nejstarší vítězkou prvního titulu, když finále vyhrála ve 30 letech a 230 dnech.
První kvalifikantkou, která ovládla celý turnaj, se na cincinnatském Western & Southern Open 2022 stala Francouzka Caroline Garciaová. První šampionkou startující na divokou kartu byla Ruska Maria Šarapovová na Cincinnati Open 2011 a druhou Bianca Andreescuová na BNP Paribas Open 2019 v Indian Wells.
Do srpna 2024 získalo singlový titul pět tenistek postavených mimo první padesátku žebříčku, Serena Williamsová (80. WTA, Toronto 2011), Camila Giorgiová (71. WTA, Montréal 2021), Bianca Andreescuová (60. WTA, Indian Wells 2019), Viktoria Azarenková (59. WTA, Cincinnati 2020 v New Yorku) a Danielle Collinsová (53. WTA, Miami 2024 na jubilejním 130. turnaji kategorie).
První pár, který vybojoval šest deblových trofejí, vytvořily Sie Šu-wej s Pcheng Šuaj (poslední titul na Indian Wells Open 2014) a druhý pak Latisha Chan s Martinou Hingisovou (poslední titul na China Open 2017).

## Turnajová listina
| Turnaje kategorie WTA 1000 | Turnaje kategorie WTA 1000           | Turnaje kategorie WTA 1000 | Turnaje kategorie WTA 1000 | Turnaje kategorie WTA 1000 | Turnaje kategorie WTA 1000 | Turnaje kategorie WTA 1000                |
| Turnaj                     | komerční název                       | úroveň                     | místo                      | stát                       | povrch                     | dějiště                                   |
| -------------------------- | ------------------------------------ | -------------------------- | -------------------------- | -------------------------- | -------------------------- | ----------------------------------------- |
| Dauhá                      | Qatar TotalEnergies Open             | Non-Mandatory              | Dauhá                      | Katar                      | tvrdý                      | Khalifa International Tennis Complex      |
| Dubaj                      | Dubai Duty Free Tennis Championships | Non-Mandatory              | Dubaj                      | SAE                        | tvrdý                      | Aviation Club Tennis Centre               |
| Indian Wells               | BNP Paribas Open                     | Mandatory                  | Indian Wells               | Spojené státy              | tvrdý                      | Indian Wells Tennis Garden                |
| Miami                      | Miami Open                           | Mandatory                  | Miami Gardens              | Spojené státy              | tvrdý                      | Hard Rock Stadium                         |
| Madrid                     | Mutua Madrid Open                    | Mandatory                  | Madrid                     | Španělsko                  | antuka                     | Caja Mágica                               |
| Řím                        | Internazionali BNL d'Italia          | Mandatory                  | Řím                        | Itálie                     | antuka                     | Foro Italico                              |
| Kanada                     | Omnium National Bank                 | Non-Mandatory              | Montréal / Toronto         | Kanada                     | tvrdý                      | IGA Stadium / Sobeys Stadium              |
| Cincinnati                 | Western & Southern Open              | Non-Mandatory              | Mason                      | Spojené státy              | tvrdý                      | Lindner Family Tennis Center              |
| Peking                     | China Open                           | Mandatory                  | Peking                     | Čína                       | tvrdý                      | Národní tenisové centrum                  |
| Wuhan                      | Wuhan Open                           | Non-Mandatory              | Wu-chan                    | Čína                       | tvrdý                      | Optics Valley International Tennis Center |

Vysvětlivky
1. ↑  Každoroční výměna dějiště mužské a ženské části turnaje mezi Montréalem a Torontem.

## Vyřazené turnaje
| Vyřazené turnaje kategorie WTA 1000 | Vyřazené turnaje kategorie WTA 1000 | Vyřazené turnaje kategorie WTA 1000 | Vyřazené turnaje kategorie WTA 1000 | Vyřazené turnaje kategorie WTA 1000 | Vyřazené turnaje kategorie WTA 1000 | Vyřazené turnaje kategorie WTA 1000 | Vyřazené turnaje kategorie WTA 1000 |
| Turnaj                              | komerční název                      | město                               | stát                                | povrch                              | tenisový areál                      | období                              | důvod                               |
| ----------------------------------- | ----------------------------------- | ----------------------------------- | ----------------------------------- | ----------------------------------- | ----------------------------------- | ----------------------------------- | ----------------------------------- |
| Guadalajara                         | Guadalajara Open Akron              | Guadalajara                         | Mexiko                              | tvrdý                               | Panamerické tenisové centrum        | 2022–2023                           | přesunuto do kategorie WTA 500      |

## Rozpis bodů
Tabulka přidělovaných bodů hráčkám v kategorii WTA 1000 od roku 2024.
| WTA 1000 | WTA 1000 | WTA 1000   | WTA 1000       | WTA 1000        | WTA 1000  | WTA 1000  | WTA 1000  | WTA 1000  | WTA 1000 | WTA 1000 | WTA 1000 | WTA 1000 | WTA 1000 |
| ↓kategorie / fáze→ | vítězky  | finalistky | semifinalistky | čtvrtfinalistky | 16 v kole | 32 v kole | 64 v kole | 96 v kole | QV       | Q2       | Q1       |          |          |
| --- | -------- | ---------- | -------------- | --------------- | --------- | --------- | --------- | --------- | -------- | -------- | -------- | -------- | -------- |
| WTA 1000 (96D) | 1000     | 650        | 390            | 215             | 120       | 65        | 35        | 10        | 30       | 20       | 2        |          |          |
| WTA 1000 (64/56D) | 1000     | 650        | 390            | 215             | 120       | 65        | 10        | —         | 30       | 20       | 2        |          |          |
| WTA 1000 (28/32Č) | 1000     | 650        | 390            | 215             | 120       | 10        | —         | —         | —        | —        | —        |          |          |
| QV – vítězka kvalifikace, Q1–2 – 1. a 2. kolo kvalifikace, (xS/Q/D) – „x“ počet hráček v soutěži dvouhry/kvalifikace/čtyřhry |          |            |                |                 |           |           |           |           |          |          |          |          |          |

## Seznam vítězek

### 2021
| Turnaj                 | Vítězky                               | Finalistky                                 | Výsledek                |
| ---------------------- | ------------------------------------- | ------------------------------------------ | ----------------------- |
| WTA 1000 Mandatory     |                                       |                                            |                         |
| Indian Wells           | Paula Badosová                        | Viktoria Azarenková                        | 7–6(7–5), 2–6, 7–6(7–2) |
| Indian Wells           | Sie Šu-wej Elise Mertensová           | Veronika Kuděrmetovová Jelena Rybakinová   | 7–6(7–1), 6–3           |
| Miami                  | Ashleigh Bartyová                     | Bianca Andreescuová                        | 6–3, 4–0skreč           |
| Miami                  | Šúko Aojamová Ena Šibaharaová         | Hayley Carterová Luisa Stefaniová          | 6–2, 7–5                |
| Madrid                 | Aryna Sabalenková                     | Ashleigh Bartyová                          | 6–0, 3–6, 6–4           |
| Madrid                 | Barbora Krejčíková Kateřina Siniaková | Gabriela Dabrowská Demi Schuursová         | 6–4, 6–3                |
| WTA 1000 Non-Mandatory |                                       |                                            |                         |
| Dubaj                  | Garbiñe Muguruzaová                   | Barbora Krejčíková                         | 7–6(8–6), 6–3           |
| Dubaj                  | Alexa Guarachiová Darija Juraková     | Sü I-fan Jang Čao-süan                     | 6–0, 6–3                |
| Řím                    | Iga Świąteková                        | Karolína Plíšková                          | 6–0, 6–0                |
| Řím                    | Sharon Fichmanová Giuliana Olmosová   | Kristina Mladenovicová Markéta Vondroušová | 4–6, 7–5, [10–5]        |
| Montréal               | Camila Giorgiová                      | Karolína Plíšková                          | 6–3, 7–5                |
| Montréal               | Gabriela Dabrowská Luisa Stefaniová   | Darija Juraková Andreja Klepačová          | 6–3, 6–4                |
| Cincinnati             | Ashleigh Bartyová                     | Jil Teichmannová                           | 6–3, 6–1                |
| Cincinnati             | Samantha Stosurová Čang Šuaj          | Gabriela Dabrowská Luisa Stefaniová        | 7–5, 6–3                |

### 2022
| Turnaj                 | Vítězky                                           | Finalistky                                 | Výsledek                   |
| ---------------------- | ------------------------------------------------- | ------------------------------------------ | -------------------------- |
| WTA 1000 Mandatory     |                                                   |                                            |                            |
| Indian Wells           | Iga Świąteková                                    | Maria Sakkariová                           | 6–4, 6–1                   |
| Indian Wells           | Sü I-fan Jang Čao-süan                            | Asia Muhammadová Ena Šibaharaová           | 7–5, 7–6(7–4)              |
| Miami                  | Iga Świąteková                                    | Naomi Ósakaová                             | 6–4, 6–0                   |
| Miami                  | Laura Siegemundová Věra Zvonarevová               | Veronika Kuděrmetovová Elise Mertensová    | 7–6(7–3), 7–5              |
| Madrid                 | Ons Džabúrová                                     | Jessica Pegulaová                          | 7–5, 0–6, 6–2              |
| Madrid                 | Gabriela Dabrowská Giuliana Olmosová              | Desirae Krawczyková Demi Schuursová        | 7–6(7–1), 5–7, [10–7]      |
| WTA 1000 Non-Mandatory |                                                   |                                            |                            |
| Dauhá                  | Iga Świąteková                                    | Anett Kontaveitová                         | 6–2, 6–0                   |
| Dauhá                  | Cori Gauffová Jessica Pegulaová                   | Veronika Kuděrmetovová Elise Mertensová    | 3–6, 7–5, [10–5]           |
| Řím                    | Iga Świąteková                                    | Ons Džabúrová                              | 6–2, 6–2                   |
| Řím                    | Veronika Kuděrmetovová Anastasija Pavljučenkovová | Gabriela Dabrowská Giuliana Olmosová       | 1–6, 6–4, [10–7]           |
| Toronto                | Simona Halepová                                   | Beatriz Haddad Maiová                      | 6–3, 2–6, 6–3              |
| Toronto                | Coco Gauffová Jessica Pegulaová                   | Nicole Melichar-Martinezová Ellen Perezová | 6–4, 6–7(5–7), [10–5]      |
| Cincinnati             | Caroline Garciaová                                | Petra Kvitová                              | 6–2, 6–4                   |
| Cincinnati             | Ljudmyla Kičenoková Jeļena Ostapenková            | Nicole Melichar-Martinezová Ellen Perezová | 7–6(7–5), 6–3              |
| Guadalajara            | Jessica Pegulaová                                 | Maria Sakkariová                           | 6–2, 6–3                   |
| Guadalajara            | Storm Sandersová Luisa Stefaniová                 | Anna Danilinová Beatriz Haddad Maiová      | 7–6(7–4), 6–7(2–7), [10–8] |

### 2023
| Turnaj                 | Vítězky                                     | Finalistky                                 | Výsledek              |
| ---------------------- | ------------------------------------------- | ------------------------------------------ | --------------------- |
| WTA 1000 Mandatory     |                                             |                                            |                       |
| Indian Wells           | Jelena Rybakinová                           | Aryna Sabalenková                          | 7–6(13–11), 6–4       |
| Indian Wells           | Barbora Krejčíková Kateřina Siniaková       | Beatriz Haddad Maiová Laura Siegemundová   | 6–1, 6–7(3–7), [10–7] |
| Miami                  | Petra Kvitová                               | Jelena Rybakinová                          | 7–6(16–14), 6–2       |
| Miami                  | Coco Gauffová Jessica Pegulaová             | Leylah Fernandezová Taylor Townsendová     | 7–6(8–6), 6–2         |
| Madrid                 | Aryna Sabalenková                           | Iga Świąteková                             | 6–3, 3–6, 6–3         |
| Madrid                 | Viktoria Azarenková Beatriz Haddad Maiová   | Coco Gauffová Jessica Pegulaová            | 6–1, 6–4              |
| Řím                    | Jelena Rybakinová                           | Anhelina Kalininová                        | 6–4, 1–0skreč         |
| Řím                    | Storm Hunterová Elise Mertensová            | Coco Gauffová Jessica Pegulaová            | 6–4, 6–4              |
| Peking                 | Iga Świąteková                              | Ljudmila Samsonovová                       | 6–2, 6–2              |
| Peking                 | Marie Bouzková Sara Sorribesová Tormová     | Čan Chao-čching Giuliana Olmosová          | 3–6, 6–0, [10–4]      |
| WTA 1000 Non-Mandatory |                                             |                                            |                       |
| Dubaj                  | Barbora Krejčíková                          | Iga Świąteková                             | 6–4, 6–2              |
| Dubaj                  | Veronika Kuděrmetovová Ljudmila Samsonovová | Čan Chao-čching Latisha Chan               | 6–4, 6–7(4–7), [10–1] |
| Montréal               | Jessica Pegulaová                           | Ljudmila Samsonovová                       | 6–1, 6–0              |
| Montréal               | Šúko Aojamová Ena Šibaharaová               | Desirae Krawczyková Demi Schuursová        | 6–4, 4–6, [13–11]     |
| Cincinnati             | Coco Gauffová                               | Karolína Muchová                           | 6–3, 6–4              |
| Cincinnati             | Alycia Parksová Taylor Townsendová          | Nicole Melichar-Martinezová Ellen Perezová | 6–7(1–7), 6–4, [10–6] |
| Guadalajara            | Maria Sakkariová                            | Caroline Dolehideová                       | 7–5, 6–3              |
| Guadalajara            | Storm Hunterová Elise Mertensová            | Gabriela Dabrowská Erin Routliffeová       | 3–6, 6–2, [10–4]      |

### 2024
| Turnaj       | Vítězky                                   | Finalistky                                 | Výsledek              |
| ------------ | ----------------------------------------- | ------------------------------------------ | --------------------- |
| WTA 1000     |                                           |                                            |                       |
| Dauhá        | Iga Świąteková                            | Jelena Rybakinová                          | 7–6(10–8), 6–2        |
| Dauhá        | Demi Schuursová Luisa Stefaniová          | Caroline Dolehideová Desirae Krawczyková   | 6–4, 6–2              |
| Dubaj        | Jasmine Paoliniová                        | Anna Kalinská                              | 4–6, 7–5, 7–5         |
| Dubaj        | Storm Hunterová Kateřina Siniaková        | Nicole Melichar-Martinezová Ellen Perezová | 6–4, 6–2              |
| Indian Wells | Iga Świąteková                            | Maria Sakkariová                           | 6–4, 6–0              |
| Indian Wells | Sie Šu-wej Elise Mertensová               | Storm Hunterová Kateřina Siniaková         | 6–3, 6–4              |
| Miami        | Danielle Collinsová                       | Jelena Rybakinová                          | 7–5, 6–3              |
| Miami        | Sofia Keninová Bethanie Mattek-Sandsová   | Gabriela Dabrowská Erin Routliffeová       | 4–6, 7–6(7–5), [11–9] |
| Madrid       | Iga Świąteková                            | Aryna Sabalenková                          | 7–5, 4–6, 7–6(9–7)    |
| Madrid       | Cristina Bucșová Sara Sorribesová Tormová | Barbora Krejčíková Laura Siegemundová      | 6–0, 6–2              |
| Řím          | Iga Świąteková                            | Aryna Sabalenková                          | 6–2, 6–3              |
| Řím          | Sara Erraniová Jasmine Paoliniová         | Coco Gauffová Erin Routliffeová            | 6–3, 4–6, [10–8]      |
| Toronto      | Jessica Pegulaová                         | Amanda Anisimovová                         | 6–3, 2–6, 6–1         |
| Toronto      | Caroline Dolehideová Desirae Krawczyková  | Gabriela Dabrowská Erin Routliffeová       | 7–6(7–2), 3–6, [10–7] |
| Cincinnati   | Aryna Sabalenková                         | Jessica Pegulaová                          | 6–3, 7–5              |
| Cincinnati   | Asia Muhammadová Erin Routliffeová        | Leylah Fernandezová Julia Putincevová      | 3–6, 6–1, [10–4]      |
| Peking       | Coco Gauffová                             | Karolína Muchová                           | 6–1, 6–3              |
| Peking       | Sara Erraniová Jasmine Paoliniová         | Čan Chao-čching Veronika Kuděrmetovová     | 6–4, 6–4              |
| Wu-chan      | Aryna Sabalenková                         | Čeng Čchin-wen                             | 6–3, 5–7, 6–3         |
| Wu-chan      | Anna Danilinová Irina Chromačovová        | Asia Muhammadová Jessica Pegulaová         | 6–3, 7–6(8–6)         |

### 2025
| Turnaj                             | Vítězky                               | Finalistky                              | Výsledek                 |
| ---------------------------------- | ------------------------------------- | --------------------------------------- | ------------------------ |
| WTA 1000                           |                                       |                                         |                          |
| Dauhá                              | Amanda Anisimovová                    | Jeļena Ostapenková                      | 6–4, 6–3                 |
| Dauhá                              | Sara Erraniová Jasmine Paoliniová     | Ťiang Sin-jü Wu Fang-sien               | 7–5, 7–6(12–10)          |
| Dubaj                              | Mirra Andrejevová                     | Clara Tausonová                         | 7–6(7–1), 6–1            |
| Dubaj                              | Kateřina Siniaková Taylor Townsendová | Sie Šu-wej Jeļena Ostapenková           | 7–6(7–5), 6–4            |
| Indian Wells                       | Mirra Andrejevová                     | Aryna Sabalenková                       | 2–6, 6–4, 6–3            |
| Indian Wells                       | Asia Muhammadová Demi Schuursová      | Tereza Mihalíková Olivia Nichollsová    | 6–2, 7–6(7–4)            |
| Miami                              | Aryna Sabalenková                     | Jessica Pegulaová                       | 7–5, 6–2                 |
| Miami                              | Mirra Andrejevová Diana Šnajderová    | Cristina Bucșová Miju Katová            | 6–3, 6–7(5–7), [10–2]    |
| Madrid                             | Aryna Sabalenková                     | Coco Gauffová                           | 6–3, 7–6(7–3)            |
| Madrid                             | Sorana Cîrsteaová Anna Kalinská       | Veronika Kuděrmetovová Elise Mertensová | 6–7(10–12), 6–2, [12–10] |
| Řím                                | Jasmine Paoliniová                    | Coco Gauffová                           | 6–4, 6–2                 |
| Řím                                | Sara Erraniová Jasmine Paoliniová     | Veronika Kuděrmetovová Elise Mertensová | 6–4, 7–5                 |
| Montréal                           |                                       |                                         |                          |
| Coco Gauffová McCartney Kesslerová | Taylor Townsendová Čang Šuaj          | 6–4, 1–6, [13–11]                       |                          |
| Cincinnati                         |                                       |                                         |                          |
|                                    |                                       |                                         |                          |
| Peking                             |                                       |                                         |                          |
|                                    |                                       |                                         |                          |
| Wu-chan                            |                                       |                                         |                          |
|                                    |                                       |                                         |                          |

## Přehled titulů (od 2021)
| Nejvíce titulů ve dvouhře (2 a více titulů) | Nejvíce titulů ve dvouhře (2 a více titulů) | Nejvíce titulů ve dvouhře (2 a více titulů) |
| Pořadí                                      | hráčka                                      | titulů                                      |
| ------------------------------------------- | ------------------------------------------- | ------------------------------------------- |
| 1.                                          | Iga Świąteková                              | 10                                          |
| 2.                                          | Aryna Sabalenková                           | 6                                           |
| 3.                                          | Jessica Pegulaová                           | 3                                           |
| 4.                                          | Ashleigh Bartyová                           | 2                                           |
| 4.                                          | Jelena Rybakinová                           | 2                                           |
| 4.                                          | Coco Gauffová                               | 2                                           |
| 4.                                          | Mirra Andrejevová                           | 2                                           |
| 4.                                          | Jasmine Paoliniová                          | 2                                           |
| aktualizováno ke květnu 2025                |                                             |                                             |

| Nejvíce titulů ve čtyřhře (2 a více titulů) | Nejvíce titulů ve čtyřhře (2 a více titulů) | Nejvíce titulů ve čtyřhře (2 a více titulů) |
| Pořadí                                      | hráčka                                      | titulů                                      |
| ------------------------------------------- | ------------------------------------------- | ------------------------------------------- |
| 1.                                          | Storm Hunterová                             | 4                                           |
| 1.                                          | Elise Mertensová                            | 4                                           |
| 1.                                          | Kateřina Siniaková                          | 4                                           |
| 1.                                          | Sara Erraniová                              | 4                                           |
| 1.                                          | Jasmine Paoliniová                          | 4                                           |
| 1.                                          | Coco Gauffová                               | 4                                           |
| 7.                                          | Jessica Pegulaová                           | 3                                           |
| 7.                                          | Luisa Stefaniová                            | 3                                           |
| 9.                                          | Giuliana Olmosová                           | 2                                           |
| 9.                                          | Gabriela Dabrowská                          | 2                                           |
| 9.                                          | Veronika Kuděrmetovová                      | 2                                           |
| 9.                                          | Barbora Krejčíková                          | 2                                           |
| 9.                                          | Šúko Aojamová                               | 2                                           |
| 9.                                          | Ena Šibaharaová                             | 2                                           |
| 9.                                          | Sie Šu-wej                                  | 2                                           |
| 9.                                          | Sara Sorribesová Tormová                    | 2                                           |
| 9.                                          | Taylor Townsendová                          | 2                                           |
| 9.                                          | Asia Muhammadová                            | 2                                           |
| 9.                                          | Demi Schuursová                             | 2                                           |
| aktualizováno k srpnu 2025                  |                                             |                                             |